# YOSHI (歌手)
YOSHI（ヨシ、2003年〈平成15年〉2月26日 - 2022年〈令和4年〉11月5日）は、日本のシンガーソングライター、ファッションモデル、俳優。本名は佐々木 嘉純（ささき よしずみ）。広島県尾道市出身。所属芸能事務所はSTARBASE。所属レコード会社はユニバーサルミュージックで、レーベルはVirgin Music。血液型はA型。身長は2019年12月4日時点で173cm。

## 来歴
父は張國祥、母は佐々木直美。小学校高学年の頃、趣味として興じていたミニ四駆がきっかけで親しくなった大人たちの着用するヨウジヤマモトやリック・オウエンスに惹かれてファッションに興味を持ちはじめる。池袋のライトオンにてMA-1を母親にねだるものの「その年齢で高いジャケットを着るなんてありえない」と一蹴され、3時間に及ぶプレゼンテーションの結果、購入の許可が下りる。また、同時に素材やアートにも興味が沸き「服がどのように作られるのか」「ファッションや音楽は時代とともにどう移り変わったのか」といった事柄への知的好奇心も強くなる。
2016年（当時13歳）、Off-Whiteのベルトを腰ではなく首に巻いて『Off-White南青山』のグランドオープンパーティに訪れた際、Off-Whiteを起業したファッションデザイナーのヴァージル・アブローに出会う。「そのベルトの使い方は面白い」とヴァージルのInstagramにYOSHIの写真を投稿してもらい、一夜明けるとYOSHIのInstagramのフォロワーが約1万5千人に増えていたという。
その後、数多くの芸能事務所から契約の打診があり、「芝居なら芝居、音楽なら音楽に専念しませんか？」と提案を受けるが、法律があるわけではないのに縛ることに意味を見出せず「それじゃ意味がない」と自ら首を縦に振らなかった。そんな中で、現在の所属事務所であるSTARBASEは、「出来ることはすべて100%で進めましょう」と提示したため契約に至ったという。
2022年11月5日の午前0時ごろ、神奈川県川崎市多摩区堰2丁目の神奈川県道交差点で、大型バイクを運転中にトラックと衝突した。その後、東京都内の病院に搬送されたが、午前2時17分に死亡が確認された。19歳没。死去後、YOSHIが参加したボーイズグループオーディションでプロデューサーを務めたYOSHIKIや同オーディションで審査員を務めたダンサーのTAKAHIRO、生前に接点があった前自由民主党幹事長の甘利明らが追悼した他、YOSHIが参加したオーディションの最新情報を放送してきた情報番組のスッキリも番組内で追悼し、生前の歌声をVTRで公開した。
同月14日、戸田葬祭場で葬儀・告別式が執り行われ、遺族の意向により近親者や親交の深かった友人らが参列し、YOSHIKIやバンドメンバーのKAIRI、FURUTATSU、kyoheyらも参列。また、生前スケートボードが好きだったことから、参列者はYOSHIがデザインしたイラストがプリントアウトされたスケートボードに寄せ書きし、スケートボード選手の堀米雄斗、女優の西内まりやらが弔問した。

## 音楽性
制作は音楽プロデューサーであるマット・キャブや、その他のトラックメイカーとスタジオに入り、トラックを制作しセッションで行っている。また、YOSHI自身も鼻歌でメロディラインを考案し、歌詞のテーマやサウンドの方向性のアイデアをプレゼンしている。

## バイオグラフィ
- 2019年
  - 5月15日：ユニバーサルミュージック内のVirgin Musicより、1stデジタルアルバム『SEX IS LIFE』を発売しメジャーデビュー[17]。
  - 9月6日：東京テアトル配給映画『タロウのバカ』にて映画初主演および初出演。主演・タロウ役を演じる[18]。また、同日に山下達郎の6thシングルの表題曲「RIDE ON TIME」をサンプリングした1stデジタルシングル「RIDING ON TIME」を発売[19]。
- 2020年
  - 1月17日：自身も出演している大塚製薬『カロリーメイト』のCMソングに起用された、フランク・シナトラの「マイ・ウェイ」のカバーとなる2ndデジタルシングル「MY WAY」を発売[20]。
  - 3月20日：パナソニック製ワイヤレスノイズキャンセリングイヤホン『RZ-S50W「音のあるこの星の完全ワイヤレス」編』のCMソングに書き下ろした、自身初の作詞と作曲に参加した3rdデジタルシングル「VOICE」を発売[21][3]。
- 2022年
  - 11月1日：日本テレビ系「スッキリ」や完全版を動画配信サービス「Hulu」で放送中のX JAPANのYOSHIKIがプロデューサーのボーイズグループオーディション『YOSHIKI SUPERSTAR PROJECT X』でYOSHIがボーカルに選ばれた[22]。

## ディスコグラフィ

### デジタルシングル
|     | 発売日        | タイトル                                 | 規格                   |
| --- | ------------- | ---------------------------------------- | ---------------------- |
| 1st | 2019年9月6日  | RIDING ON TIME                           | デジタル・ダウンロード |
| 2nd | 2020年1月17日 | MY WAY                                   | デジタル・ダウンロード |
| 3rd | 2020年3月20日 | VOICE                                    | デジタル・ダウンロード |
|     | 2020年8月28日 | WEEKEND                                  | デジタル・ダウンロード |
|     | 2020年8月28日 | YAKINIKU GANGSHIT feat. Nasty C, MIYACHI | デジタル・ダウンロード |

### デジタルアルバム
|     | 発売日        | タイトル    | 規格                   |
| --- | ------------- | ----------- | ---------------------- |
| 1st | 2019年5月15日 | SEX IS LIFE | デジタル・ダウンロード |
| 2nd | 2021年6月25日 | I AM CRAZY? | デジタル・ダウンロード |

## タイアップ一覧
| 年     | 楽曲   | タイアップ先                                                                                             |
| ------ | ------ | --- |
| 2020年 | MY WAY | 大塚製薬「カロリーメイト」CMソング                                                                       |
| 2020年 | VOICE  | パナソニック製ワイヤレスノイズキャンセリングイヤホン「RZ-S50W」音のあるこの星の完全ワイヤレス編 CMソング |

## 出演メディア

### 配信ドラマ
- 僕だけが17歳の世界で（2020年2月20日 - 配信中、AbemaTV） - 神藤直輝 役

### 映画
- タロウのバカ（2019年9月6日公開、東京テアトル） - 主演・タロウ 役

### CM
- 大塚製薬「カロリーメイト」My Way篇（2019年）
- パナソニック製ワイヤレスノイズキャンセリングイヤホン「RZ-S50W」
- ABC-MART「VANS FALKEN」

キャンペーン
- カルバン・クラインの『CK ONEキャンペーン』ビジュアル　キャンペーンムービーとスチール、BGM：DANCING IN THE DARK